# 成昌松
成昌松（CHENG Changsong，1985年4月11日—），中国男子自行车運動員。

## 生平
2010年11月，成昌松代表中國參加亞運會自行車比賽，在男子团体爭先賽夥拍张磊和张淼，贏得金牌。他也參加了2012年夏季奧林匹克運動會。